# Xã Valley Center, Quận Sedgwick, Kansas
Xã Valley Center (tiếng Anh: Valley Center Township) là một xã thuộc quận Sedgwick, tiểu bang Kansas, Hoa Kỳ. Năm 2010, dân số của xã này là 4.356 người.